# Catupiry
La marca di formaggio Catupiry è stata creata, nel 1911, da Mário e Isaíra Silvestrini, una coppia di immigrati italiani residenti a Lambari, nello stato di Minas Gerais, Brasile.
La parola passò in seguito a designare formaggio molto cremoso, usato come complemento in varie ricette della cucina brasiliana, ivi compresa la pizza.